# Productions de Ron Browz
 (février 2024).
Si vous disposez d'ouvrages ou d'articles de référence ou si vous connaissez des sites web de qualité traitant du thème abordé ici, merci de compléter l'article en donnant les références utiles à sa vérifiabilité et en les liant à la section « Notes et références ».
Cet article présente la liste des productions musicales réalisées par Ron Browz.

## 2000
- Big L : The Big Picture
  - Ebonics
  - Size 'Em Up
  - The Heist
  - Casualties of a Dice Game

## 2001
- Nas : Stillmatic
  - Ether

## 2002
- Fat Joe : Loyalty
  - We Run This Shit

- Nas : God's Son
  - Last Real Nigga Alive

## 2003
- Ludacris : Chicken-N-Beer
  - Blow It Out
  - Blow It Out (Remix) (featuring 50 Cent)

- DMX : Grand Champ
  - Fuck Y'all

- Lil Kim : La Bella Mafia
  - What's the Word (Titre bonus Japon)

## 2004
- Snoop Dogg : R&G (Rhythm & Gangsta): The Masterpiece
  - Oh No (featuring 50 Cent)

- Lloyd Banks : The Hunger for More
  - Playboy

## 2005
- Black Market Militia : Black Market Militia
  - Paintbrush (featuring Young Buck)

- 50 Cent : Réussir ou mourir (Musique de film)
  - I'll Whip Ya Head Boy (featuring Young Buck)

- Tony Yayo : Thoughts of a Predicate Felon
  - G-Shit

## 2006
- Lloyd Banks : Rotten Apple
  - Playboy 2
- Help (featuring Keri Hilson)

- Webstar : Webstar Presents: Caught in the Web
  - I Just Came to Dance (featuring Young B.)
  - Don't Stop (featuring Young B., Ron Browz, Severe et T-Rex)
  - In My Video (featuring Young B.)
  - Get Higher (featuring Young B. et Young We)

- Oshy : Da Life of a Singer
  - Give Me What I'm Asking 4

## 2007
- Lumidee : Unexpected
  - You Got Me (featuring N.O.R.E.)

- Ca$his : The County Hound EP
  - Thoughts of Suicide

- Lakey The Kid : American Rat Killer
  - American Rat
  - No Happy Ending
  - My Hood

## 2008
- Ron Browz : Ron Browz Presents the Wonder Years

- G-Unit : Terminate On Sight
  - Straight Outta Southside
  - Money Makes the World Go Round

- Team Blackout : Lights Out
  - J5 On 'Em

- Killer Mike : Ghetto Extraordinary
  - Chose Me (featuring S.L. Jones & Scar)

- Jim Jones : The Good Stuff (featuring NOE)

## 2009
- Jim Jones : Pray IV Reign
  - Pop Champagne (avec Ron Browz featuring Juelz Santana)
  - How to Be a Boss (featuring Ludacris et NOE)

- Busta Rhymes : B.O.M.B.
- Arab Money (featuring Ron Browz)

- Capone-N-Noreaga : Channel 10
  - Rotate (featuring Ron Browz et Busta Rhymes)

- Ron Browz : EtherBoy
  - Jumping (Out the Window)
  - Club to a Bedroom (featuring R. Kelly)
  - I Promise (featuring Busta Rhymes)

- Bow Wow : New Jack City II
  - Big Time (featuring Ron Browz et Nelly)

- Fat Joe : Jealous Ones Still Envy 2
  - Winding On Me (featuring Ron Browz et Lil Wayne)

- Nicki Minaj : Beam Me Up Scotty
  - I Get Crazy (featuring Lil Wayne)
  - Kill Da DJ

- Twista : Category F5
  - Billionaire (featuring Ron Browz et Busta Rhymes)

- Amerie : After Everything

## 2010
- Ron Browz : Etherlibrium

- Ja Rule : Renaissance Project
- Man is Down